# Bartolino
Bartolino (deutsch Bartlin) ist ein Dorf in der polnischen Woiwodschaft Westpommern. Es gehört zur Landgemeinde Malechowo (Malchow) im Kreis Sławno (Schlawe).

## Geografische Lage
Bartolino liegt einen Kilometer östlich von Niemica (Nemitz) an der Landesstraße 6 (bis 1945: Reichsstraße 2, heute auch Europastraße 28) Stettin – Danzig, in der Mitte zwischen Koszalin (Köslin) und Sławno (Schlawe) und an der Straße, die von Niemica über Sulechowo (Groß Soltikow) nach Polanów (Pollnow) führt. Anschluss an die Bahnstrecke Stargard in Pommern – Danzig besteht über die zehn Kilometer entfernte Bahnstation Wiekowo (Alt Wieck).

## Geschichte
Bis 1945 war Bartlin (andere Namensformen: Bartolin, Bertelin) eng mit Nemitz verbunden und bildete eine Ortschaft dieser Gemeinde. Das alte Ramelsche Lehen wurde 1728 von Georg Friedrich von Münchow an Sophie Margaretha von Natzmer verkauft, die es an ihren Schwiegersohn Claus Jürgen von Zastrow weitergibt. Unter ihm kommt es zu einem Interessensausgleich der sehr verschachtelten Besitzverhältnisse mit den von Kleist-Nemitz und von Schlieffen-Soltikow. 1784 hat das Dorf: 1 Vorwerk, 5 Bauern, und 1 Kossäten.
Im 19. Jahrhundert kommt das Gut an die Familie von Schlieffen-Soltikow, und 1926 wird es bei einer Größe von 636 ha aufgesiedelt. Lediglich das Vorwerk Louisenhof (heute polnisch: Krzekoszewo) bleibt im Besitz derer von Schlieffen.
Im Jahre 1818 zählt der Ort 131 Einwohner, deren Zahl 1885 auf 185, 1905 auf 258 steigt und 1933 sogar 570 beträgt.
Als Teil der Gemeinde Nemitz gehörten Bartlin und auch der Wohnplatz Bartliner Sägemühle (Kusiczki) bis 1945 mit den Orten Kuhtz (Kusice), Leikow (Lejkowo) und Soltikow (Sulechowo) zum Amt Soltikow im Landkreis Schlawe i. Pom. im Regierungsbezirk Köslin der preußischen Provinz Pommern. All diese Orte und zusätzlich Söllnitz (Zielenica) waren auch zum Standesamt Soltikow gehörig.
Am 1. März 1945 versuchten die Bartliner vor den herannahenden russischen Truppen zu fliehen, doch dieses Unterfangen scheiterte bereits in Soltikow. Am 3. März nahmen russische Truppen das Dorf in Besitz. Es ging dann an Polen, und bis 1947 wurden fast alle deutschen Familien aus dem Ort vertrieben. Bartlin ist als Bartolino heute ein Teil der Gmina Malechowo im Powiat Sławieński der Woiwodschaft Westpommern.

## Kirche
Die Bartliner waren bis 1945 fast ausnahmslos evangelischer Konfession. Das Dorf gehörte zum Kirchspiel Nemitz (Niemica), das im Kirchenkreis Rügenwalde (Darłowo) der Kirchenprovinz Pommern der Kirche der Altpreußischen Union lag. Gotteshaus war die Pfarrkirche in Nemitz.
Heute ist die Bevölkerung von Bartolino überwiegend katholischer Konfession. Die hier lebenden evangelischen Kirchenglieder werden vom Pfarramt in Koszalin (Köslin) in der Diözese Pommern-Großpolen der Evangelisch-Augsburgischen (d. h. lutherischen) Kirche in Polen betreut.